# Caron Eule
Caron Eule ist eine US-amerikanische Tänzerin und Choreographin.
Eule studierte Tanz und Komposition an der State University of New York (SUNY). Sie setzte ihre Ausbildung an der London Contemporary School of Dance, der Bat D’or Schule in Israel und der The Paul Taylor School in New York City fort. Sie ist Gründerin und Leiterin der in New York und Los Angeles beheimateten Gruppe für modernen Tanz C. Eule Dance. Mit ihrer Gruppe erhielt sie den Manhattan Community Arts Fund und den MetLife Creative Connections Grant und war mit der Choreographie Dance Under The Stars Finalistin beim Choreography Festival in Palm Desert. Der New York Media Workshop produzierte eine Dokumentation über C. Eule Dance unter dem Titel Little Caron Has a Big Dream.
Sie realisierte eigene Choreographien u. a.  am Ailey Citigroup Theater, dem Merce Cunningham Studio und am Williamsburg Art Nexus, und ihre Choreographien wurden bei zahlreichen amerikanischen Tanzfestivals, am Crystal Theatre in Norwalk, Connecticut und beim Edinburgh Fringe Festival in Schottland präsentiert. Zu ihren Tanzpartnern zählten Stephan Koplowitz, Tina Croll, Larry Keigwin, Daniel Gwirtzman, Shela Xoregos, David Fernandez, Carol Fonda, Linda Diamond, Anna Sokolow, Naomi Goldberg Haas, Jodi Liss und Amanda Selwyn, und mit Ariane Mertz und ihrer Company unternahm sie eine Tournee durch Deutschland. Eule gibt Meisterkurse an der SUNY Buffalo und der SUNY Fredonia.